# Karl Stratil
Karl Johann Stratil (* 11. Juli 1894 in Olmütz, Mähren, Österreich-Ungarn; † 5. Februar 1963 in Leipzig, Sachsen) war ein deutscher Künstler. In Prag arbeitete er unter dem Namen Karel Stratil.

## Leben und Werk
Stratil wurde als viertes von acht Kindern des Rohrmeisters der Gas- und Wasserwerke Mauriz Stratil und seiner Frau Maria geb. Klimus geboren. Stratils künstlerische Begabung fiel bereits seinem Lehrer Ignaz Neunteufel an der Oberrealschule auf. Studieren durfte er jedoch keine künstlerische Richtung. Stattdessen konnte er in Wien ein Studium an der Technischen Hochschule aufnehmen, um Architekt zu werden. Dort allerdings wurde er nicht in den Vorlesungen gesichtet, sondern nahezu ausschließlich in den Räumlichkeiten der Kunstakademie, insbesondere in deren Aktsaal.
Als der Erste Weltkrieg ausbrach, wurde er Soldat der k.u.k. Gemeinsamen Armee im Olmützer Hausregiment IR Nr. 54. Während oder nach der Brussilow-Offensive gelangte er 1916 in russische Kriegsgefangenschaft. Als Divisionsmaler im Stab der Tschechoslowakischen Legionen kehrte er 1920 aus Sibirien über die Mongolei wieder zurück nach Olmütz, das inzwischen Olomouc hieß.
Noch im selben Jahr orientierte er sich neu, zog nach Leipzig und begann dort am 18. Oktober ein Studium an der Staatlichen Akademie für Graphische Künste und Buchgewerbe bei Alois Kolb, dem Leiter der Radierwerkstatt, und bei Hans Alexander Müller (Holzschnitte). Finanziert wurde dies durch Stratils jüngeren Bruder Franz, der als Bankbeamter über ein vergleichsweise sicheres Einkommen verfügte.
Stratil beherrschte alle druckgrafischen Techniken, wand sich aber besonders dem Holzschnitt zu. Sehr rasch widmete er sich der Buchillustration und wurde er einer der produktivsten Buchillustratoren Deutschlands. Seine Zusammenarbeit mit Philipp Ernst Reclam begann bereits 1920, wurde jedoch vor allem in den 1930er Jahren besonders sichtbar, wo er beispielsweise für den Leipziger Gustav Weise Verlag ein Werk von Martin Luserke illustrierte. Es entstanden Porträts von Dante oder ein in Rötel ausgeführtes Abbild von Cosima Wagner für deren Biographie. Stratils Holzschnitte wurden sehr beliebt, beispielsweise seine Porträts von Bach, Beethoven, Engels, Goethe, Marx, Mozart, Pestalozzi, Schiller. Außerdem machte Stratil Illustrationen für populäre Zeitungen und Zeitschriften, u. a. für das Kriminal-Magazin.
Zeitweise lebte und arbeitete er in den 1920er und 1930er Jahren in Prag. Er gestaltete Holzschnitte und Illustrationen zu zahlreichen Druckwerken und Buchumschlägen, insbesondere jedoch für den Reclam-Verlag, auf den er großen Einfluss nahm. In der Zeit des Nationalsozialismus war Stratil Mitglied der Reichskammer der bildenden Künste. Es ist jedoch die Teilnahme an nur einer Ausstellung bekannt.
1945 war er  für die Messestandgestaltung des Reclam-Verlags zuständig. Er plante zusammen mit Philipp Ernst Reclam (1876–1953), den er auch porträtierte, eine Porträtsammlung Großer Männer und Frauen, Holzschnitte in Einzelblättern, von denen bis 1951 insgesamt 52 erschienen. 1953 wurde die Serie vor dem Hintergrund personeller und politischer Umwälzungen unvollendet eingestellt. 2012 wurde die Porträtsammlung erstmals nahezu vollständig öffentlich ausgestellt und kommentiert.
Stratil war Mitglied des Verbands Bildender Künstler der DDR. Ein Teil-Nachlass von Karl Stratil findet sich im Deutschen Buch- und Schriftmuseum in Leipzig.

## Werke (Auswahl)

### Druckgrafik (Auswahl)
- Feuer (Lithografie, 1912)[21]
- China (sechs Holzschnitte, ca. 1924)[22]
- Rainer Maria Rilke. Die Weise von Liebe und Tod des Kornetts Christoph Rilke (elf Lithografien, als Mappe erschienen bei Karl W. Hiersemann, Leipzig)
- In der Glashütte (Holzstich; ausgestellt 1953 auf der Dritten Deutschen Kunstausstellung)[23]
- Schichtwechsel (Lithografie; ausgestellt 1953 auf der Dritten Deutschen Kunstausstellung)[24]

### Buchillustrationen (Auswahl)
- Alexei Tolstoi: Iwan der Schreckliche. Verlag Erich Matthes, Leipzig, Hartenstein, 1924
- Graf Arthur Gobinau: Der Turkmenenkrieg. Verlag Erich Matthes, Leipzig und Hartenstein. 1924
- Nikolaj Gogol: Schreckliche Rache. Verlag Erich Matthes, Leipzig und Hartenstein. 1924
- Hermann Kurz: Sankt Urbans Krug. Das Arcanum. Verlag Erich Matthes, Leipzig, Hartenstein, 1924
- John Cleland: Die Memoiren der Fanny Hill. Wien 1925
- Robert Hohlbaum: Die Herrgotts-Symphonie. Eine Bruckner-Novelle. Fr. Kistner & C.F.W. Siegel, 1925
- Iwan Sergejewitsch Turgenew: Die Uhr. Verlag Erich Matthes, Leipzig, Hartenstein, 1925 (163. Zweifäusterdruck)
- Gustav Schalk: Nordisch-Germanische Götter- und Heldensagen. Verlag Gerhard Stalling, Oldenburg, 1930
- Ivan Olbracht: Der vergitterte Spiegel. Büchergilde Gutenberg, Berlin, 1932
- Herbert Kranz: Die weiße Herrin von Deutsch-Ost. Volker-Verlag, Köln, 1935
- Adalbert Stifter: Bergkristall. DBG, Berlin, 1935
- Meta Scheele: Stier und Jungfrau. P. List, Leipzig, 1936
- Conrad Ferdinand Meyer: Novellen. Reclam, Leipzig 1937
- Ferdinand Emmerich: Der Medizinmann. Ernst Staneck Verlag, Leipzig, 1937
- Grete Hoyer: Das Hexennest. Drei Märchen. Verlagsbuchhandlung Erich Matthes Hamburg Hartenstein Leipzig, 1940
- Ferdinand Emmerich: Der Einsiedler von Guayana. Mainzer Verlagsanstalt, Mainz, 1940
- Curt Strohmeyer: Petsamo, Ladoga. Volk und Landschaft zwischen Finnland und Russland. Fikentscher, Leipzig, 1940
- Werner Wrage: Nordafrika. Volk und Landschaft zwischen Rif und Nil. Fikentscher, Leipzig, 1942.
- Heinrich Schulte-Altenroxel: Ich suchte Land in Afrika, E.A. Seemann Verlag, Leipzig 1942
- Hans Reh: Knappen-Balladen. Verlag Erich Matthes, Leipzig, Hartenstein, 1944
- Margarethe von Rohrer: Malerreise in Italien. Widukind-Verlag Boss, Berlin, 1944
- Ernst Frank: Goethe im Elbogener Ländchen. Volk u. Reich Verlag, Prag, 1944
- Gottfried August Bürger. Münchhausen. Gauverlag, Bayreuth, 1944 (Bayreuther Feldpostausgaben)
- Daniel Defoe: Robinson Crusoe. Verlag Philipp Reclam jun. Leipzig, 1950
- Erika Matthes: Kraft der Gnade. Evangelische Verlagsanstalt, Berlin, 1951
- Clara Viebig: Berliner Novellen. Verlag Das Neue Berlin, Berlin 1952
- Heinz Rusch: Schiffe vor der Fahrt. Philipp Reclam jun. Leipzig, Leipzig, 1952
- Wernher der Gärtner: Meier Helmbrecht, Ernst Wunderlich, Leipzig, 1952
- Karl Toth: Wien. Die ewig junge Stadt. Fikentscher, Ravensburg, 1952
- François Villon: Die lasterhaften Lieder. Greifenverlag Rudolstadt, 1952
- Klaus Beuchler: Schwarzes Land und rote Fahnen. Tribüne-Verlag, Berlin, 1953
- Alex Wedding: Das Eismeer ruft. Der Kinderbuchverlag Berlin, vor 1954
- Willibald Alexis: Der Roland von Berlin. Verlag Das Neue Berlin, 1954
- Ernst Frank: Goethes böhmische Wanderungen. Heimreiter, Frankfurt/Main, 1956
- Gustaw Morcinek: Räuber, Rächer und Rebell. Volksverlag, Weimar, vor 1956
- Willibald Alexis: Der Werwolf. Rütten & Loening, Berlin, 1956
- Rustem - Persische Heldensagen. Ernst Wunderlich, Tübingen, 1956
- Theun de Vries: Hochzeitslied für Swaantje. Henschel-Verlag, Berlin, 1957
- Hartmann von der Aue: Der arme Heinrich. Prisma-Verlag, Leipzig, 1958
- Kalewala. Finnische Heldensagen. Prisma-Verlag, Leipzig, 1959
- Robert Louis Stevenson: Die Schatzinsel. Neues Leben, Berlin 1960
- Voltaire: Candide oder die beste aller Welten. Greifenverlag, Rudolstadt, 1972

## Ausstellungen

### Einzelausstellungen (Auswahl)
- 1940: Leipzig, Gohliser Schlösschen (Bach-Archiv)
- 1954: Leipzig, Museum der bildenden Künste
- 1964, Leipzig, Deutsche Bücherei
- 2012, Leipzig, Haus des Buches ("Wiedergefunden – Holzschnitte von Karl Stratil im Leipziger Reclam-Verlag")[25]

### Ausstellungsbeteiligungen (Auswahl)
- 1936: Berlin, Haus der Kunst („Bildnisse deutscher Männer“)
- 1953: Dresden Albertinum (Dritte Deutsche Kunstausstellung)
- 1965: Leipzig, Museum der bildenden Künste („500 Jahre Kunst in Leipzig“)
- 1979: Berlin, Ausstellungszentrum am Fernsehturm („Buchillustrationen in der DDR“)
- 2013: Köln, Universitäts- und Stadtbibliothek („François Villon. Die Buchillustrationen des 20. Jahrhunderts aus den deutschsprachigen Ländern“)